# روبرت روزنبرغ
روبرت روزنبرغ (بالإنجليزية: Robert Rosenberg)‏ (بالعبرية: רוברט רוזנברג‏) هو كاتب وصحفي أمريكي وإسرائيلي، ولد في 1951 في بوسطن في الولايات المتحدة، وتوفي في 25 أكتوبر 2006 في تل أبيب في إسرائيل.